# Marco Mondragón
Marco Antonio Mondragón Castillo (* 15. Oktober 1995 in Acapulco, Mexiko) ist ein mexikanischer Opernsänger im Stimmfach Tenor.

## Leben und Ausbildung
Marco Mondragón wurde 1995 in Acapulco im mexikanischen Bundesstaat Guerrero geboren. Bereits in seiner Grundschulzeit zeigte er Interesse am Singen, ersten Gesangsunterricht nahem er mit 13 Jahren. Mit 15 belegte er bei einem Gesangswettbewerb einer Sekundarstufe den dritten Platz und machte danach in 2011 sein Debüt als Konzertsolist mit dem Philharmonischen Orchester Acapulco unter der Leitung von Eduardo Álvarez. Mit 17 nahm er am dreiwöchigen Opernworkshop Artescénica in Saltillo teil und wirkte an Musicals mit, darunter Cats, Grease und Chicago.
Mit 18 wurde Mondragón am Conservatoire de musique du Québec à Montréal zum Studium zugelassen. 2014 übersiedelte er nach Kanada und begann sein Gesangsstudium, unterstützt durch das Förderprogramm PECDAG des Kulturministeriums von Guerrero. Zu Beginn seiner Opernkarriere sang Mondragón Baritonrollen, etwa Alfio in Cavalleria rusticana 2016 am Théâtre d’art Lyrique de Laval.
Mondragón kam 2021 nach Deutschland und studierte an der Musikhochschule Lübeck.

## Wirken
2022 wurde Mondragón zunächst Mitglied im Opernchor am Staatstheater Darmstadt. 2023 trat er dem Solistenensemble bei und gab sein Europadebüt in der Rolle des Gastone in La traviata. Im selben Jahr sang er Triquet in Eugen Onegin, Cochenille, Frantz und Pittichinaccio in Hoffmanns Erzählungen, sowie General Lord Glossop im Musical Jekyll & Hyde. 2024 sang er Rodrigo in Otello in der Inszenierung von Paul-Georg Dittrich, sowie den Vater und den Geschäftsmann in der Erstaufführung der deutschen Fassung von Pierangelo Valtinonis Il piccolo principe. 2025 war er der Hirte in Wagners Tristan und Isolde und Lorenzo in der vom Staatstheater Kassel übernommenen Produktion von La muette de Portici, ebenfalls in der Regie von Dittrich.

## Diskografie
- María Grever, Agustín Lara: Grever & Lara. Mexikanische und spanische Lieder. Mit Alberto Cortez, Gitarre und Rodolfo Loredo, Klavier. Selbstverlag, 2021.[15]